# Hapalochlaena maculosa
Hapalochlaena maculosa är en bläckfiskart som först beskrevs av William Evans Hoyle 1883.  Hapalochlaena maculosa ingår i släktet blåringade bläckfiskar, och familjen Octopodidae. Inga underarter finns listade i Catalogue of Life.

## Bildgalleri

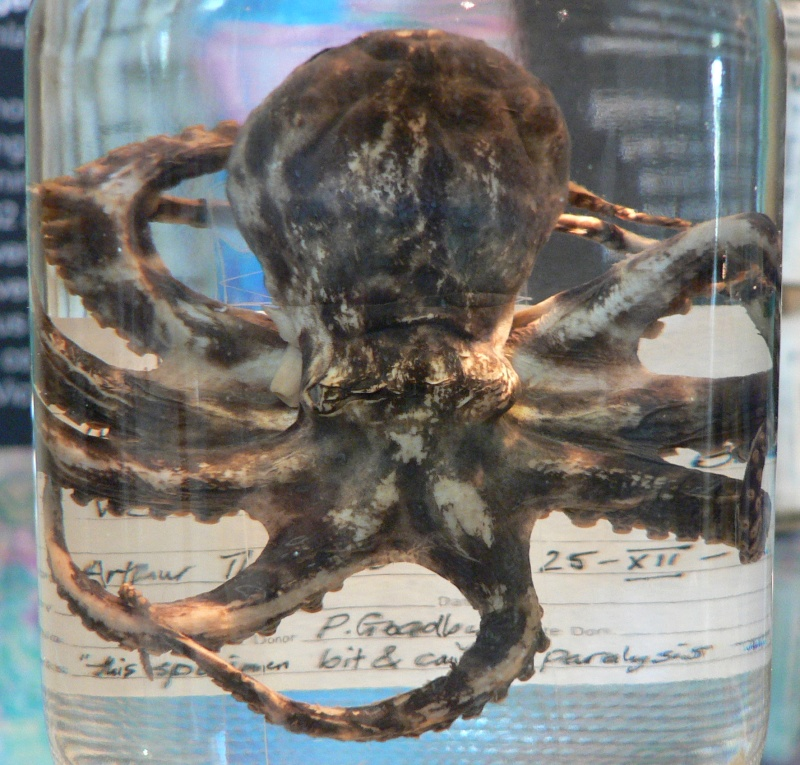